# Thermische terugslagbeveiliging
Een thermische terugslagbeveiliging of ttb 	is een beveiliging op gasgeisers, gaskachels en andere open toestellen die geplaatst wordt op de rookgasafvoer.  Een thermische terugslagbeveiliging wordt vaak in combinatie met een thermokoppel gebruikt.
Het is een beveiliging tegen koolmonoxidevergiftiging die zou kunnen ontstaan door het terugvloeien van rookgassen (met mogelijk CO) in de ruimte. 
De thermische terugslagbeveiliging bestaat uit een temperatuurgevoelige weerstand die voor een onderbreking zal zorgen in het elektrische circuit (bijvoorbeeld in combinatie met een thermokoppel) en de gasklep zal afsluiten en zo dus het toestel volledig zal uitschakelen om CO-intoxicatie te vermijden.